# Colecistite
La colecistite è un'infiammazione della colecisti, normalmente, causata dalla presenza di un calcolo incuneato nell'infundibolo della colecisti. Il calcolo ostruendo il deflusso della bile oltre a dare colica biliare, infiamma la colecisti. La colecistite può essere
acuta o cronica.

## Eziologia
La causa più frequente che blocca lo scorrimento della bile è la calcolosi biliare, ma anche la discinesia biliare può causare la colecistite.

## Clinica

### Segni e sintomi
Dolore addominale generalizzato, vomito, indigestione, ittero e febbre.

### Diagnosi
Alla diagnosi si arriva con l'ecografia dell'addome ed esami del sangue.
Gli esami ematochimici possono essere alterati con i globuli bianchi e il fibrinogeno che si alzano e può comparire febbre.
All'ecografia addominale la colecisti appare ispessita rispetto al normale e all'esame obiettivo appare spesso il segno di Murphy (brusca interruzione di una inspirazione profonda a seguito di pressione bidigitale sul punto colecistico). Può comparire il Segno di Blumberg in caso di irritazione peritoneale.

## Complicanze
La colecistite è una complicanza frequente della colelitiasi e se non trattata può portare a perforazione della colecisti stessa e peritonite. Alla colecistite possono seguire neoplasie del pancreas, colangiocarcinoma e pancreatiti.

## Trattamento
Per calcoli di dimensione minore di 10 mm ci si avvale della somministrazione di acidi biliari 10-15 mg/kg/die.
L'uso della litotrissia extracorporea ad onde d'urto è indicato in combinazione con il trattamento endoscopico o nei casi in cui quest'ultimo non abbia avuto successo.
In caso di litiasi biliare sintomatica si procede alla colecistectomia laparoscopica o laparotomica.